# Solbiate Olona

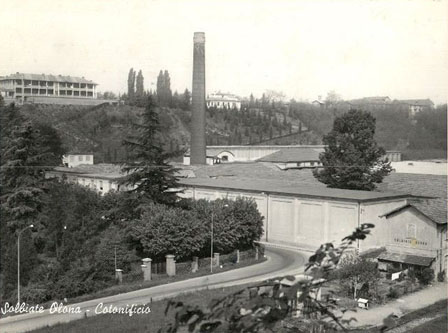
Bahnhof und Cotonificio Ponti

Solbiate Olona ist eine Gemeinde in der Provinz Varese in der Region Lombardei. 

## Geographie
Die Gemeinde liegt am Fluss Olona und bedeckt eine Fläche von 4 km². Zu Solbiate Olona gehört die Fraktion Solbiello. 
Die Nachbargemeinden von Solbiate Olona sind Fagnano Olona, Gorla Maggiore, Gorla Minore und Olgiate Olona.

## Geschichte
Das Dorf wurde 1017 erstmals erwähnt. Kaiser Friedrich I. (HRR) Barbarossa durchquerte am 29. Mai 1176 das Gebiet von Solbiate Olona. Die Ortschaft Solbiate Olona, die in den Statuten der Straßen und Gewässer der Grafschaft Mailand erwähnt wird, gehörte zur Gemeinde Olgiate Olona. Sie war in zwei Gemeinden unterteilt, Sulbià de Sopra und Sulbià de Sotto, die zur Instandhaltung der Straße von Rho beitrugen (1346). In den Registern des Estimo (Grundbuch) des Herzogtums Mailand von 1558 und den nachfolgenden Aktualisierungen im 17. Jahrhundert war Solbiate Olona noch unter den in derselben Pieve erfassten Gemeinden. Nach den Antworten auf 45 Fragen des zweiten Volkszählungsrates von 1751 wurde die Gemeinde mit 299 eintreibbaren und nicht eintreibbaren Seelen an den Markgrafen Carlo Ettore Maria Terzaghi belehnt, dem keine Abgaben gezahlt wurden. Dort wohnte kein Richter, sondern der zuständige Richter war der feudale Podestà Ambrogio Gattone, der in dem Gallarate wohnte. Die Gemeinde zahlte dem Feudalrichter eine jährliche Gebühr von 7 Lire. Der Konsul schwor einen Eid auf die Bank des Vikars von Seprio sowie auf die des feudalen Podestà. Die Gemeinde war keiner Kommune unterstellt, sondern bildete eine eigene Kommune. Solbiate Olona wurde vom Konsul und dem Agenten des Markgrafen Alessandro Terzaghi verwaltet. Es gab keine anderen Regenten, aber für die Notfälle der Gemeinschaft versammelte sich das Volk mit dem Klang der Glocke auf dem öffentlichen Platz.
Der Kanzler, der in Sulbiello, im benachbarten Territorium, residierte, verwaltete die öffentlichen Akten, die er in einem Archiv in seinem Haus aufbewahrte; sein Gehalt betrug 55 Lire pro Jahr. 
Die Truppen des Kardinals von Sitten Matthäus Schiner hatten 1511 das Dorf in Brand gesetzt und 1515 fiel die Gemeinde einer Plünderung durch die Landsknechte zum Opfer. Zwischen 1631 und 1632 gab es hier eine Pestepidemie, welcher der Bau des Lazzaretto folgte, das 1632 und 1884 zur Versorgung nach Choleraepidemien genutzt wurde. Im Jahr 1800 wurde nach einem napoleonischen Edikt der städtische Friedhof gebaut und am 18. Oktober 1803 eingeweiht. Am 23. August 1823 wurde die Arbeit in der lokalen Baumwollfabrik aufgenommen – der heutigen Cotonificio Ponti.
Nach dem vorübergehenden Zusammenschluss der lombardischen Provinzen mit dem Königreich Sardinien wurde die Gemeinde Azzate mit 1.337 Einwohnern, die von einem fünfzehnköpfigen Gemeinderat und einer zweiköpfigen Iteration verwaltet wurde, auf der Grundlage der durch das Gesetz vom 23. Oktober 1859 festgelegten territorialen Aufteilung in das Mandamento I di Varese, circondario II di Varese, Provinz Como aufgenommen. Bei der Gründung des Königreichs Italien im Jahr 1861 hatte die Gemeinde 1.424 Einwohner (Volkszählung 1861). Nach dem Gemeindegesetz von 1865 wurde die Gemeinde von einem Bürgermeister, einer Junta und einem Rat verwaltet. Im Jahr 1867 wurde die Gemeinde in denselben Bezirk, Kreis und dieselbe Provinz eingegliedert (Verwaltungsbezirk 1867).
Im Jahr 1924 wurde die Gemeinde in den Bezirk Varese der Provinz Como eingegliedert. Nach der Gemeindereform von 1926 wurde die Gemeinde von einem Podestà verwaltet. Im Jahr 1927 wurde die Gemeinde der Provinz Varese zugeschlagen. Im Jahr 1927 wurden die aufgelösten Gemeinden Brunello und Buguggiate zur Gemeinde Azzate zusammengefasst (R. D. 22. September 1927, Nr. 2396), die dann 1956 neu gebildet wurde. Nach der Gemeindereform von 1946 wurde die Gemeinde Azzate von einem Bürgermeister, einem Gemeinderat und einem Verwaltungsrat verwaltet. Im Jahr 1971 hatte die Gemeinde Azzate eine Fläche von 472 Hektar.

## Bevölkerung

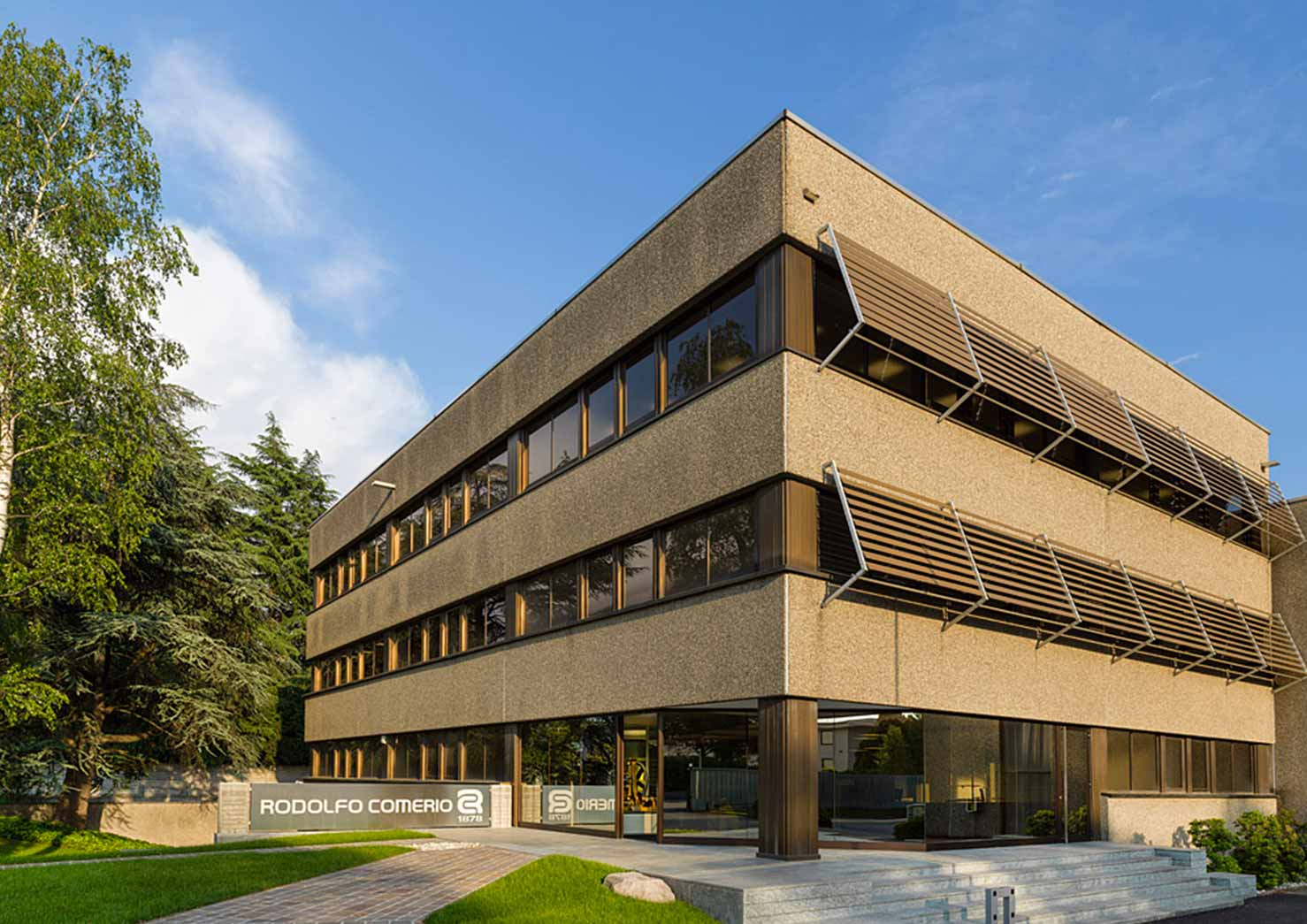
Insustrie Rodolfo Comerio

| Jahr      | 1751 | 1805 | 1853 | 1871 | 1881 | 1901 | 1921 | 1951 | 1971 | 1991 | 2001 | 2011 | 2021 |
| Einwohner | 299  | 370  | *664 | 1181 | 1324 | 1744 | 2182 | 2770 | 3929 | 4792 | 5594 | 5579 | 5350 |

- 1809 Fusion mit Gorla Minore
- 1811 Fusion mit Fagnano

## Verkehr
Solbiate Olona liegt an der Autobahn A8, über die die Mailänder Innenstadt im Südosten sowie Varese und die Seen an der Schweizer Grenze einfach zu erreichen sind. Im benachbarten Busto Arsizio befindet sich ein Haltepunkt der S5 der S-Bahn Mailand. Rund zehn Kilometer westlich von Solbiate Olona liegt der Flughafen Mailand-Malpensa.
In der direkt neben der A8 gelegenen Kaserne „Ugo Mara“ hat das Rapid Deployable Italian Corps sein Hauptquartier.

## Industrie
- RODOLFO COMERIO, gegründet 1878, hat sich seit den 1920er Jahren zunehmend auf die Lieferung komplexer Kalanderanlagen spezialisiert und ist heute einer der weltweit führenden Technologieanbieter.[2]

## Sehenswürdigkeiten
- Die Pfarrkirche Sant’Antoninus von Piacenza wurde zwischen 1940 und 1941 von Don Giovanni Calvi errichtet und am 30. Juli 1943 eingeweiht. In ihr steht seit 2004 eine imposante Mascioni-Orgel.
- Kirche Santi Gervasius und Protasius im Ortsteil Solbiello, erstmals erwähnt im 11. Jahrhundert
- Kirche San Gregorio, ehemaliges Lazzaretto während der Pestepidemien der Jahre 1632 und 1884
- Kirche Sacro Cuore (Herz-Jesu-Kirche)
- Ecomuseo della Valle Olona
- Museo Socio Storico, am 17. Dezember 2006 eröffnet
- Il Cotonificio Ponti
- Parco del Medio Olona, realisiert im Jahr 2005